# Greg Anthony

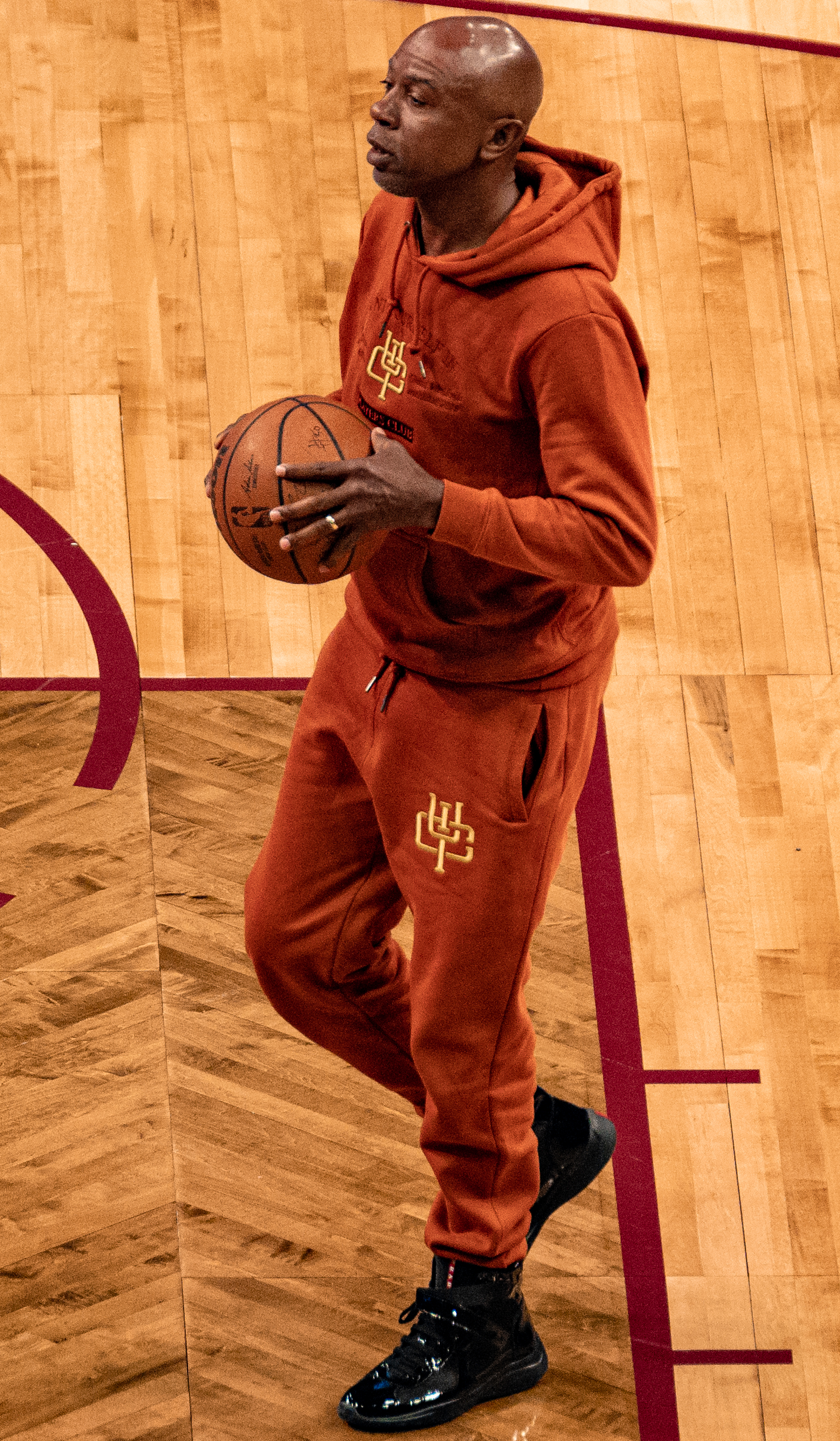
Greg Anthony

Gregory Carleton Anthony (* 15. November 1967 in Las Vegas) ist ein ehemaliger US-amerikanischer Basketballspieler.

## Laufbahn
Der 1,83 Meter große Aufbauspieler war als Jugendlicher Mitglied der Schulmannschaft der Rancho High School in Las Vegas. In der Saison 1986/87 war er Student und Basketballspieler an der University of Portland. Dort erreichte Anthony mit 15,3 Punkten pro Einsatz den besten Wert seiner Hochschulzeit, entschloss sich nach einem Jahr aber zum Wechsel, weshalb er 1987/88 aussetzen musste. Von 1988 bis 1991 spielte Anthony für die Hochschulmannschaft der University of Nevada, Las Vegas (UNLV) an. Er wurde 1990 mit UNLV unter Trainer Jerry Tarkanian sowie an der Seite von Larry Johnson und Stacey Augmon NCAA-Meister. Anthony war im Meisterspieljahr 1989/90 bester Vorlagengeber der Mannschaft (7,4/Spiel), des Weiteren erzielte er im Schnitt 11,2 Punkte, 3 Rebounds und 2,7 Ballgewinne je Begegnung. Insgesamt kam er in seinen drei UNLV-Jahren auf 110 Spiele (11,9 Punkte, 7,6 Korbvorlagen, 2,8 Rebounds, 2,5 Ballgewinne/Spiel). Mit insgesamt 838 Korbvorlagen und 275 Ballgewinnen stellte er UNLV-Bestmarken auf, letztere gemeinsam mit Augmon, der denselben Wert erzielte. 2002 wurde Anthony in die Sportlerruhmeshalle der University of Nevada, Las Vegas aufgenommen.
Beim Draftverfahren der NBA im Jahr 1991 wurde er an zwölfter Stelle von den New York Knicks ausgewählt, hinter seinen UNLV-Kollegen Johnson und Augmon, die an erster beziehungsweise neunter Stelle aufgerufen wurden. Anthony war bis 1995 Spieler der New Yorker Mannschaft und insbesondere als Korbvorbereiter gefragt. 1995 kam er zu den neugegründeten Vancouver Grizzlies, dort erreichte Anthony im Spieljahr 1995/96 mit 6,9 Korbvorlagen je Begegnung den Höchstwert seiner NBA-Zeit. 1997/98 spielte er in derselben Liga bei den Seattle Supersonics, von 1998 bis 2001 bei den Portland Trail Blazers, 2001/02 bei den Chicago Bulls und 2001/02 bei den Milwaukee Bucks. Nach 859 NBA-Spielen beendete er seine Laufbahn als Berufsbasketballspieler.
Später wurde Anthony unter anderem bei Basketballübertragungen von US-Fernsehsendern als Experte tätig. Im Januar 2015 wurde er wegen des Vorwurfs der geplanten Inanspruchnahme der Dienste einer Prostituierten festgenommen. Bei der vermeintlichen Prostituierten hatte es sich um eine verdeckte Ermittlerin gehandelt. Anthony gestand und musste 32 Sozialstunden ableisten. Sein Sohn Cole Anthony wurde ebenfalls Berufsbasketballspieler.